# 공포의 계곡

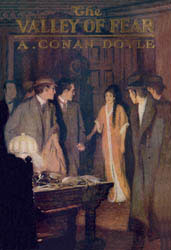

《공포의 계곡》（원제: The Valley of Fear）는 아서 코난 도일의 셜록 홈즈 시리즈 소설 중 하나이다.
2부 구성으로 되어 있으며 제1부에서 사건 개요와 해결에 다다르기까지의 홈즈의 추리를, 2부에서는 사건의 배경이 된 ‘공포의 계곡’이라 불리는 미국의 탄광가 펜실베이니아주 버미사 계곡에서의 사건을 기록하고 있다.
셜록 홈즈의 평생 라이벌인 제임스 모리아티 교수가 사건의 흑막으로 등장한다.

## 줄거리
셜록 홈즈는 숫자가 나열된 암호문을 받고 그것을 해독한다. 거기에 쓰여 있던 것은 벌스톤 영주관의 더글러스라는 남자에게 위험이 닥친다는 내용으로 홈즈와 존 왓슨이 현장에 도착할 때, 이미 더글러스는 시체로 발견되었다.
더글러스는 벌스톤에 있는 자신의 저택 서재에서 총신을 잘라내어 짧게 한 산탄총으로 인해 아주 가까운 거리에서 머리를 관통당했다. 산탄총과 쇠망치, 창 문턱 위에 피가 묻은 폭이 넓은 구두자국, 그리고 한쪽밖에 없는 아령 등이 남겨져 있었다. 벌스톤의 저택에는 해자가 있어, 밤중에는 해자를 건너는 다리를 올려버리기 때문에 범인은 해자를 헤엄쳐서 도망쳤다고 밖에 생각할 수 없었지만, 저택의 주의에서는 흠뻑 젖은 사람은 찾을 수 없었다고 한다.
홈즈는 사건의 제1발견자인 바커와 더글러스 부인이 공모하여 거짓말을 하고 있다고 왓슨에게 이야기 한다. 홈즈는 왓슨의 양산을 빌려 저택에 돌아가 무언가의 조사를 개시한다.

## 연대에 대해
셜록 홈즈 시리즈 중 이 사건이 일어난 시대는 1880년대 말이라고 기록되어있다. 그러나 제1부 끝에서 ‘20년 정도 전의 이야기’로 이야기되고 있는 미국에서의 사건은 1875년에 일어난 것으로 되어 있어 모순이 생긴다.
사건이 일어난 시기를 본편에 기록되어 있는 대로, 1890년대 말이라고 생각하는 셜록키언도 많지만 이 경우, 이미 1891년에 죽어있는 모리아티 교수가 흑막이라고 하는 사실과 모순되어버린다. 또한 왓슨은 모리아티에 대해 본 작품에서는 들은 적이 있다고 하지만, 1891년이 무대인 '최후의 사건'에서는 거기까지는 알지 못했다고 하고 있다. 이 착오는 코넌 도일이 1893년 '최후의 사건'을 쓰고 이 작품을 1915년에 썼기 때문에 일어났다고 여겨진다.
존 더글러스의 ‘1875년 미국에서의 사건’이라는 공술이 틀렸다하고 모리아티의 사망년도를 기준으로 한다면 미국에서의 사건이 1875년이 아니라 1860년대 즈음이라는 해석도 가능하다. 단, 이 시기 미국에서는 남북전쟁이 한창이었기 때문에 묘사에 몇 군데 모순이 생긴다.
또 하나의 해석은 '20년 정도 전'의 기준을 왓슨이 이 사건에 대해 기술한 시점이라는 점이다. 《공포의 계곡》에서의 사건이 일어난 것은 1880년대 말이며 출판은 1915년이지만, 원고는 그 사이인 1895년 즈음에 만들어졌다는 의견이다.